# Крешево (Шестановаць)
Крешево (хорв. Kreševo) — населений пункт у Хорватії, у Сплітсько-Далматинській жупанії у складі громади Шестановаць.

## Населення
Населення за даними перепису 2011 року становило 248 осіб.
Динаміка чисельності населення поселення:

## Клімат
Середня річна температура становить 13,20 °C, середня максимальна – 26,84 °C, а середня мінімальна – -0,17 °C. Середня річна кількість опадів – 898 мм.
| Клімат поселення                              | Клімат поселення | Клімат поселення | Клімат поселення | Клімат поселення | Клімат поселення | Клімат поселення | Клімат поселення | Клімат поселення | Клімат поселення | Клімат поселення | Клімат поселення | Клімат поселення | Клімат поселення |
| Показник                                      | Січ.             | Лют.             | Бер.             | Квіт.            | Трав.            | Черв.            | Лип.             | Серп.            | Вер.             | Жовт.            | Лист.            | Груд.            |                  |
| Середній максимум, °C                         | 9,49             | 9,87             | 12,90            | 16,58            | 20,99            | 25,00            | 26,78            | 26,84            | 22,26            | 17,82            | 12,72            | 9,92             |                  |
| Середня температура, °C                       | 4,66             | 5,05             | 8,10             | 11,76            | 16,17            | 20,18            | 22,80            | 22,86            | 18,28            | 13,85            | 8,75             | 5,95             |                  |
| Середній мінімум, °C                          | −0,17            | 0,22             | 3,26             | 6,94             | 11,36            | 15,36            | 18,82            | 18,88            | 14,31            | 9,87             | 4,78             | 1,96             |                  |
| Норма опадів, мм                              | 78               | 68               | 73               | 76               | 61               | 58               | 40               | 54               | 76               | 99               | 116              | 99               |                  |
| Середньомісячна швидкість вітру, м/с          | 2.95             | 3.27             | 3.36             | 3.09             | 2.75             | 2.48             | 2.49             | 2.35             | 2.65             | 2.74             | 3.35             | 3.37             |                  |
| Середньомісячна сонячна радіація, кДж/м²·день | 5564             | 8255             | 11909            | 16240            | 20064            | 22699            | 24450            | 21503            | 16055            | 10492            | 5989             | 4713             |                  |
| --------------------------------------------- | ---------------- | ---------------- | ---------------- | ---------------- | ---------------- | ---------------- | ---------------- | ---------------- | ---------------- | ---------------- | ---------------- | ---------------- | ---------------- |
| Джерело:                                      |                  |                  |                  |                  |                  |                  |                  |                  |                  |                  |                  |                  |                  |